# Mario D'Avossa
Mario D' Avossa (ur. 25 lutego 1974, Salerno) – włoski brydżysta, World International Master (WBF), European Master oraz European Champion w kategorii Juniors (EBL).

## Wyniki brydżowe

### Zawody światowe
W światowych zawodach zdobył następujące lokaty:
| Mistrzostwa Świata. Konkurencja teamów | Mistrzostwa Świata. Konkurencja teamów | Mistrzostwa Świata. Konkurencja teamów   | Mistrzostwa Świata. Konkurencja teamów | Mistrzostwa Świata. Konkurencja teamów | Mistrzostwa Świata. Konkurencja teamów |
| Rok                                    | Miejsce                                | Zawody                                   | Kategoria                              | Drużyna                                | Pozycja                                |
| -------------------------------------- | -------------------------------------- | ---------------------------------------- | -------------------------------------- | -------------------------------------- | -------------------------------------- |
| 2011                                   | Veldhoven                              | 40. Mistrzostwa Świata Teamów            | Trans                                  | Italia Vinci                           | 47                                     |
| 2010                                   | Filadelfia                             | 13. Seria Mistrzostw Świata              | Open                                   | Villa Fabbriche                        | 97                                     |
| 2006                                   | Werona                                 | 12. Mistrzostwa Świata                   | Open                                   | Lavazza                                | 17                                     |
| 2003                                   | Monte Carlo                            | 36. Mistrzostwa Świata Teamów            | Trans                                  | Lavazza                                | 1                                      |
| 2002                                   | Montreal                               | 11. Mistrzostwa Świata                   | Open                                   | Attanasio                              | 5                                      |
| 2000                                   | Maastricht                             | 1. Akademickie Mistrzostwa Świata Temów  | Open                                   | Italy                                  | 2                                      |
| 2000                                   | Southampton                            | 34. Mistrzostwa Świata Teamów            | Trans                                  | Rinaldi                                | 7                                      |
| 1999                                   | Fort Lauderdale                        | 7. Młodzieżowe Mistrzostwa Świata Teamów | Juniorzy                               | Italy                                  | 1                                      |

| Mistrzostwa Świata. Konkurencja par | Mistrzostwa Świata. Konkurencja par | Mistrzostwa Świata. Konkurencja par | Mistrzostwa Świata. Konkurencja par | Mistrzostwa Świata. Konkurencja par | Mistrzostwa Świata. Konkurencja par |
| Rok                                 | Miejsce                             | Zawody                              | Kategoria                           | Partner                             | Pozycja                             |
| ----------------------------------- | ----------------------------------- | ----------------------------------- | ----------------------------------- | ----------------------------------- | ----------------------------------- |
| 2006                                | Werona                              | 12. Mistrzostwa Świata              | Open                                | Stelio Di Bello                     | 53                                  |
| 2002                                | Montreal                            | 11. Mistrzostwa Świata              | Miksty                              | Vera Tagliaferi                     | 159                                 |
| 2002                                | Montreal                            | 11. Mistrzostwa Świata              | Open                                | Stelio Di Bello                     | 78                                  |
| 1999                                | Nymburk                             | 3. Mistrzostwa Świata Par Juniorów  | Juniorzy                            | Matteo Mallardi                     | 49                                  |
| 1997                                | Santa Sofia Forlí                   | 2. Mistrzostwa Świata Par Juniorów  | Juniorzy                            | Matteo Mallardi                     | 6                                   |
| 1995                                | Ghent                               | 1. Mistrzostwa Świata Par Juniorów  | Juniorzy                            | Bernardo Biondo                     | 100                                 |

### Zawody europejskie
W europejskich zawodach zdobył następujące lokaty:
| Zawody europejskie. Konkurencja teamów | Zawody europejskie. Konkurencja teamów | Zawody europejskie. Konkurencja teamów    | Zawody europejskie. Konkurencja teamów | Zawody europejskie. Konkurencja teamów | Zawody europejskie. Konkurencja teamów |
| Rok                                    | Miejsce                                | Zawody                                    | Kategoria                              | Drużyna                                | Pozycja                                |
| -------------------------------------- | -------------------------------------- | ----------------------------------------- | -------------------------------------- | -------------------------------------- | -------------------------------------- |
| 2013                                   | Ostenda                                | 6. Otwarte Mistrzostwa Europy             | Open                                   | Breno                                  | 2                                      |
| 2009                                   | San Remo                               | 4. Otwarte Mistrzostwa Europy             | Open                                   | Villa Fabbriche                        | 5                                      |
| 2006                                   | Rzym                                   | 5. Puchar Europy                          | Open                                   | BCAT-Italy                             | 3                                      |
| 2005                                   | Bruksela                               | 4. Puchar Europy Teamów                   | Open                                   | BCAT-Italy                             | 3                                      |
| 2005                                   | Teneryfa                               | 2. Otwarte Mistrzostwa Europy             | Open                                   | Lavazza                                | 68                                     |
| 2004                                   | Barcelona                              | 3. Puchar Europy                          | Open                                   | BCAT-Italy                             | 3                                      |
| 2003                                   | Mentona                                | 1. Otwarte Mistrzostwa Europy             | Open                                   | Lavazza                                | 17                                     |
| 2000                                   | Bellaria                               | 6. Mistrzostwa Europy Mikstów             | Miksty                                 | Bridgerama                             | 89                                     |
| 1998                                   | Wiedeń                                 | 16. Młodzieżowe Mistrzostwa Europy Teamów | Juniorzy                               | Italy                                  | 1                                      |
| 1994                                   | Papendal                               | 14. Młodzieżowe Mistrzostwa Europy Teamów | Młodzież Szkolna                       | Italy                                  | 6                                      |

| Zawody europejskie. Konkurencja par | Zawody europejskie. Konkurencja par | Zawody europejskie. Konkurencja par | Zawody europejskie. Konkurencja par | Zawody europejskie. Konkurencja par | Zawody europejskie. Konkurencja par |
| Rok                                 | Miejsce                             | Zawody                              | Kategoria                           | Partner                             | Pozycja                             |
| ----------------------------------- | ----------------------------------- | ----------------------------------- | ----------------------------------- | ----------------------------------- | ----------------------------------- |
| 2005                                | Teneryfa                            | 2. Otwarte Mistrzostwa Europy       | Mikst                               | Daniela Romani                      | 17                                  |
| 2002                                | Ostenda                             | 7. Mistrzostwa Europy Mikstów       | Mikst                               | Vera Tagliaferi                     | 9                                   |
| 2000                                | Bellaria                            | 6. Mistrzostwa Europy Mikstów       | Mikst                               | Vera Tagliaferi                     | 132                                 |
| 1999                                | Warszawa                            | 10. Mistrzostwa Europy Par          | Open                                | Matteo Mallardi                     | 49                                  |
| 1995                                | Rzym                                | 8. Mistrzostwa Europy Par           | Open                                | Carlo Mosca                         | 177                                 |

## Klasyfikacja
- Mario D' Avossa – klasyfikacja WBF (ang.)
- Mario D' Avossa – klasyfikacja EBL (ang.)